# Manhunter: New York
Manhunter: New York es un juego de aventuras posapocalíptico diseñado por Barry Murry, Dave Murry y Dee Dee Murry de Evryware, y distribuido por Sierra On-Line en 1988. Una secuela, Manhunter 2: San Francisco, fue lanzada en 1989.

## Trama
La apertura del juego muestra la ciudad de Nueva York en 2002 siendo atacada por una fuerza misteriosa. El juego principal está ambientado en el año futurista de 2004, cuando la Tierra ha sido esclavizada por una raza de alienígenas conocidos como los Orbs. Los Orbs, quienes parecen ojos gigantes flotantes, han implantado dispositivos de seguimiento global a todos los humanos, forzándolos a vestir ropa anodina, y prohibiéndoles hablar o comunicarse. El protagonista ha sido asignado por los Orbs para rastrear compañeros humanos, quienes se cree que están formando una resistencia bajo tierra. En el transcurso del juego, el jugador descubrirá que los Orbs no son los gobernantes benevolentes que afirman ser; en realidad están cosechando humanos como una fuente de comida. El jugador se cambia de bando y se dedica a derrocar a los Orbs. El jugador se opone a Phil, el antagonista, quien asesina miembros de la resistencia. El juego termina con el jugador volando en una nave Orb y bombardeando varios lugares en Manhattan antes de que Phil escape, siendo perseguido por el jugador.
El final prepara al juego para una secuela, Manhunter: San Francisco.

## Jugabilidad
Manhunter: New York utilizó la herramienta de desarrollo de Sierra, Adventure Game Interpreter (AGI). Era muy diferente de otros juegos AGI ya que no utilizaba un parser, incorporaba la perspectiva en primera persona en lugar de en tercera persona, y contaba con una interfaz rudimentaria de point-and-click. Los gráficos arenosos, a veces sangrientos, de la interfaz única, y el uso de sitios de la vida real en la ciudad de Nueva York ayudaron a destacar al juego entre los demás títulos de Sierra, los cuales solían ser más familiares.
La versión de Apple II de Manhunter permite la opción de saltear el laberinto, debido a que las limitaciones de la memoria evitaban el guardado del progreso del jugador en aquella sección.

## Ventas
El juego ha vendido más de 100.000 copias.

## Reseñas
- Isaac Asimov's Science Fiction Magazine v13 n6 (1989 06)[4]
- Games #98[5]